# Perognathus flavescens
Perognathus flavescens är en däggdjursart som beskrevs av Clinton Hart Merriam 1889. Perognathus flavescens ingår i släktet fickspringmöss, och familjen påsmöss. Inga underarter finns listade i Catalogue of Life. Wilson & Reeder (2005) skiljer mellan 8 underarter.
Denna gnagare blir med svans 123 till 145 mm lång, svanslängden är 52 till 71 mm och vikten är 7 till 12 g. Djuret har 16 till 19 mm långa bakfötter och 6 till 8 mm stora öron. På ovansidan förekommer ljusbrun, gulbrun eller rödbrun päls och dessutom är några svarta hår inblandade. Gränsen mot den vita undersidan utgörs av en orange linje som kan vara otydlig. Flera exemplar har en ljusbrun fläck bakom varje öra.
Arten förekommer i centrala USA och norra Mexiko. Den lever i gräsmarker, i buskskogar och på jordbruksmark med sandig jord eller med en blandning av sand och lera.
Födan utgörs främst av frön från gräs och örter. Dessa transporteras med kindpåsarna till boet. Boet byggs ofta vid sidan av grästuvor eller i jordhögar som skapades av kindpåsråttor. Tunnelns längd kan variera mellan 30 och 240 cm och den ligger 5 till 50 cm under markytan. Individerna stannar mellan oktober och mars i boet. Honor har mellan maj och juli en eller två kullar med 3 eller 4 ungar per kull. Perognathus flavescens jagas antagligen av ugglor, ormar och gräshoppsmöss.
För beståndet är inga hot kända. Hela populationen anses vara stabil. IUCN kategoriserar arten globalt som livskraftig.